# 大伴佐彦
大伴佐彦（おおとものさひこ、生没年不詳）は、古墳時代の豪族・大伴氏の一人。姓は連。

## 概要
大伴氏の一人。